# Gymnothorax prasinus
Gymnothorax prasinus es una especie de pez de la familia de los morénidas, en el orden de los Anguilliformes.

## Morfología
Los machos pueden llegar a alcanzar los 91,5 cm de longitud total.

## Distribución geográfica
Se encuentran en Nueva Zelanda, y al sur de Australia.